# Aksel Schiøtz
Aksel Hauch Schiøtz (født 1. september 1906 i Roskilde, død 19. april 1975 i København) var en dansk cand.mag. og sanger (tenorbaryton).
Han var søn af arkitekt Carl Schiøtz (1878-1957) og Marie Hauch (1878-1966). Familien flyttede kort efter Aksels fødsel til Hellerup nord for København, hvor han voksede op som den ældste i en børneflok på fem.
Han mødte under sine studier på Københavns Universitet Gerd Haugsted (Århus, 1908- Kbh., 2005), ligeledes studerende på universitetet (cand. mag. 1935 i fransk & latin). De blev gift den 30. juni 1931 og fik fem børn, hvoraf døtrene Birgitte (gift Grimstad) og Annette gik sangervejen.

## Karriere

### Lærer og sanger
Efter studentereksamen (Øregaard Gymnasium 1924) studerede Schiøtz dansk og engelsk ved Københavns Universitet og tog embedseksamen (cand. mag.) i januar 1930 med bifag i sang og pædagogik. Han blev samme sommer ansat som lærer ved Marie Mørks Skole i Hillerød (1930-33), derefter på Roskilde Katedralskole (1933-35), hvor han underviste i dansk , engelsk, tysk og musik. Fra 1935-38 lærer på Vestre Borgerdydskole i København. Herefter søgte og fik han orlov fra skolevæsenet for helt og fuldt at hellige sig sin sangerkarriere. Han var da lige fyldt 32 år.
Schiøtz havde fra sine tidligste år beskæftiget sig med musik og begyndte allerede i gymnasiet at synge tyske lieder og danske sange. Heri havde specielt sanglæreren Hakon Andersen (ven og samarbejdspartner med Carl Nielsen) en stor andel. Fik privatundervisning hos sangpædagogen Agnete Zacharias (1889-1975), og hans naturlige stemmeanlæg og flair gjorde ham til kirkesanger (Helligåndskirken og Christiansborg Slotskirke). Han optrådte desuden ved mange koncerter af mere amatørmæssigt tilsnit. Som medlem af en terzet bestående af Schiøtz, Agnete Zacharias og Sylvia Schierbeck sang han i 1930-32 i Radioen. Fik efterhånden flere solistpartier bl.a. ved koncerter med Studenter-Sangforeningen. Mogens Wöldike fik stor betydning for Schiøtz' karriere som medlem af de af Wöldike grundlagte Palestrina-Kor og Københavns Drenge- og Mandskor.
I sin tid i Roskilde var Schiøtz medstifter (1934) og formand for Roskilde Jazzklub. Hans første pladeindspilninger er også af moderne jazz-oratorier til skolebrug (1934-35). I 1935 optrådte han også på Det kgl. Teater ("Stærekassen") med Thrymskvadet og Trompetkvadet af Bernhard Christensen, Herman D. Koppel og Sven Møller Kristensen.
Sin første selvstændige sangaften gav han i Odd Fellow Palæets lille sal (Kbh.) i oktober 1936.

## International og national sanger
Tidsrummet 1938-1946 var højdepunktet i Schiøtz' karriere: Han blev kanoniseret som "Den danske Sanger" og blev folkeeje.
Schiøtz indsang sine første solo-plader i februar 1938 (sange af Carl Nielsen og Henrik Rung) på opfordring af pladeselskabet HMV. Rejste samme sommer til London og fik knyttet personlig kontakt med både HMV og Glyndebourne Operaen, hvor Fritz Busch understregede, at han behøvede dramatisk uddannelse, hvis han ville gå scenevejen.
I september 1938 begyndte han på Det kgl. Teaters Elevskole og debuterede på teatret som Ferrando i Mozarts Così fan tutte i 1939. Senere sang han i Gounods Faust (1940). Han havde også et mindre parti (2. gange) i Beethovens Fidelio. Schiøtz fik aldrig fast engagement på Det kgl. Teater og optrådte kun som gæst, idet teatret i forvejen havde et antal habile tenorer på lønningslisten, bl.a. Marius Jacobsen (1894-1961) og Thyge Thygesen (1904-72), der blev Schiøtz' største konkurrent, både hvad angik det danske repertoire og kor- og oratorierepertoiret. Einar Nørby konkurrerede også, når det gjaldt danske sange
Med henblik på scenen fik han 1938-39 privat sangundervisning hos Valdemar Lincke (1869-1948) og i efteråret 1939 hos John Forsell (1848-1941) i Stockholm. Forinden havde Schiøtz i foråret 1939 været med Johannes Meyer og Ellen Malberg på en turné til USA, hvor de opførte Kuhlaus Elverhøj ved verdensudstillingerne i New York og San Francisco. På vejen derover havde Aksel Schiøtz gjort ophold i London, hvor han begyndte indspilningen af Die schöne Müllerin med Gerald Moore. Det blev kun til to sange, og først seks år senere fuldførte de projektet.
Statsradiofonien gjorde flittigt brug af Schiøtz' indspilninger men gav ham langt om længe også egne studieudsendelser. Desuden medvirkede han i følgende koncerter med Radioens orkester og kor (ufuldstændig liste):
1938
- 16. oktober: N.W. Gade: Elverskud – Launy Grøndahl, dirigent
- 15. december: J.S. Bach: Matthæuspassion (uddrag) – Mogens Wöldike

1939
- 22. oktober: C. Nielsen: Fynsk Foraar – Martellius Lundquist
- 9. november: Haydn: Årstiderne – Fritz Busch
- 7. december: Händel: Messias (1. del) – Mogens Wöldike

1940
- 4. februar: I.P.E. Hartmann: Liden Kirsten – Martellius Lundquist

1941
- 29. september: C. Nielsen: Fynsk Foraar – Martellius Lundquist
- 4. december: Mozart: Messe i c-mol – Mogens Wöldike

1942
- 3. april: J.S. Bach: Matthæuspassion (uddrag) – Mogens Wöldike
- 8. oktober: Weyse: Nytaarskantate – Georg Høeberg
- 22. november: Koncert "En Eftermiddag med Schubert" (blandet Schubert-program med mange medvirkende)

Under den tyske besættelse (1940-45) blev han umådeligt populær gennem sine mange koncerter landet over (i musikforeninger og ved orkesterkoncerter i provinsen), ikke mindst gennem sine mange indspilninger af danske sange og romancer fra det 19. og det tidlige 20. århundrede. Under pseudonymet "Den maskerede Tenor" indsang han også en række schlagere af mere tvivlsom kvalitet. Ligeledes medvirkede han i Weyse-filmen Jeg har elsket og levet (1940), og optrådte med stor succes på Det Ny Teater (sæson 1942-43; 102 opf.) i Farinelli (Emil Reesen) og i Schubert/Bertes Jomfruburet (sæson 1941-42; 106 opf.) samt i Det kgl. Teaters opsætninger på Friluftsscenen i Jægersborg Dyrehave af Drachmann/Lange-Müllers Der var engang (1941; 22 opf.) og Gades Elverskud (1942; 25 opf.).
I foråret 1943 gav han også koncerter i Sverige og Finland, bl.a. sang han tenorpartiet i Mahlers Das Lied von der Erde i Göteborg.
Som oratoriesanger gjorde Schiøtz sig gældende i utallige opførelser i ind- og udland af Händels Messias og Samson, Haydns Die Schöpfung og Die Jahreszeiten, Mozarts Requiem og flere andre værker, inkl. moderne kirkeværker, bl.a. Knudåge Riisagers Dansk Salme fra 1943. Han sang en enkelt gang Beethovens Missa solemnis i England (Cambridge, 1946).
Schiøtz fik en ny chance for at gøre sig internationalt kendt som lied-, oratorie- og operasanger, bl.a. ved at alternere for Peter Pears ved festspillene i Glyndebourne i 1946 i partiet som 'Male Chorus' ved uropførelsen (12.6.1946) af Benjamin Brittens kammeropera The Rape of Lucretia, hvor Kathleen Ferrier sang titelpartiet. Forestillingerne blev skiftevis dirigeret af Ernest Ansermet, Reginald Goodall og Britten selv. Foruden opførelserne i Glyndebourne var opsætningen på gæstespil forskellige steder i England og nåede også til Holland. Forinden havde Schiøtz i efteråret og forsommeren 1945-46 givet koncerter både som lied- og oratoriesanger (Messias).

## Sygdom og undervisning
Alting så lysende ud, men en dag skete katastrofen. I september 1946 fik han konstateret en svulst på hørenerven (tumor acusticus), der blev opereret, men med følelige skader på stemmen og lammelse af højre ansigtsside. Efter operationen i efteråret 1946 og en længere rekonvalescens sang Schiøtz igen i København den 14. september 1948 i Odd Fellow Palæet en lied-aften, med danske sange og Schumanns Dichterliebe. Anmeldelserne var strålende og koncerten måtte gentages.
Derefter fulgte der invitation til at synge i Town Hall i New York med George Reeves ved klaveret (Die schöne Müllerin) i tre koncerter. Turen gik videre til Canada, hvor han i Montreal gav koncerter med John Newmark (Dichterliebe). Ved festspillene i Edinburgh (1949) gav han en selvstændig koncert med Die schöne Müllerin. Og i januar 1952 var han på en længere koncertturne i Nordafrika (Algier & Marokko), hvor han bl.a. medvirkede i Messias.
Allerede i december 1948 gik Schiøtz i pladestudiet og indsang en række plader, hvoraf mange ikke blev publiceret, fordi den kunstneriske kvalitet ikke var i top. En lang række optagelser fra årene 1949-1960 er bevaret for eftertiden. Bl.a. fra Perpignan-festspillene i 1951 hvor Schiøtz sang Beethovens An die ferne Geliebte og en Bach-kantate med Pablo Casals som dirigent. Desværre er indspilningerne fra 1949 og efterfølgende år ikke overført til cd.
Danmark fandt ikke en stilling til Schiøtz som sangpædagog, men fra 1955 til 1957 virkede han som professor ved University of Minnesota i Minneapolis, USA, i 1958-61 ved Royal Conservatory of Music i Toronto, i 1961-68 ved University of Colorado i Boulder, og fra 1. september 1968 indtil sin død i 1975 ved Danmarks Lærerhøjskole i København, hvor der endelig blev oprettet et ekstraordinært professorat til ham. Han blev også Ridder af Dannebrog.
Aksel Schiøtz blev bisat fra Vor Frue Kirke (Domkirken) i København den 24. april 1975 under stor offentlig bevågenhed og deltagelse. Københavns Drengekor (Mogens Wöldike, dir.) sang og Else Paaske foredrog J.S. Bachs Komm süsser Tod ved højtideligheden, der blev forrettet af domprovst Verner Hansen.
Schiøtz ligger begravet på kirkegården, Råbjerg Kirke ved Skiveren i Skagen, hvor familien havde sommerhus.
I sin nekrolog over Schiøtz skriver Hansgeorg Lenz i Information "Han var som en naturlov for den danske sang. Selv hvad han her vitterligt aldrig har lagt stemme til, har man alligevel netop med den ligesom i ørene og herudfra taget højde for. At have hørt ham er en af de erfaringer, man kun gør én gang i sit liv. Alt efter ham må finde sig i at blive målt hermed. Endnu er der ingen, som ikke er blevet fundet for let" (Inf. 21.4.1975).